# Исток и Запад (новине)
Исток и Запад  је био најутицајнији политички часопис на њемачком језику за развој, афирмацију и популаризацију словенске политичке мисли, у новонасталом Аустријском царству кроз призму историје, и науке. Новине је покренуо, један од најбољих политичких писаца доктор филозофије, словенске филологије, адвокат и публициста Александар Сандић, 1861. године у Бечу.

## Исток и Запад
Као политичко филозофски, термин, када се појавио 15. јануара 1861, назив „Исток и Запад“ је привукао пажњу Бечке јавности историјским дешавањима насељеној становништвом различитог поријекла и конфесија, подређениx њемачкој владајућој класи у Бечу. За разлику од њемачког културно фиксног назива „Оријент“, у мултинационалном Бечу часопис је имао јаснију поруку међуетничког дизајнирања у даљем тумачењу „Истока “ и „Запада “.

## Издавачки рад
Издавачка кућа Александра Сандића, подржана од кнеза Михаила Обреновића, књаза Николе I Петровића, уз савјете Вука Караџића, Јована Бошковића и свесрдну финансијску помоћ и сарадњу Михаила Рајевског, окупља: „војску„ од најбољих политичкиx писаца, и почиње са издавањем листа
„Исток и Запад“.

## Афера истраге листа
На трећу годишњицу излажења листа 1. јануара 1863год. „Исток и Запад “ је публиковао уводни чланак под насловом „ Словени Аустрије“. Од стране цензора чланак је квалификован као „злочин нарушавања јавног реда и мира“, издање заплијењено, a царско државно тужилаштво започело је истрагу о раду Александра Сандића. Сандић се за помоћ поводом истраге о његовом раду у Аустријском царству обратио као свједоцима свом бившем професору Францу Миклошичу и пријатељу Феликсу Каницу, чије радове и публикације на српскохрватском језику уз сугестију Франца Миклошича, је редиговао професор Сандић. Истрага је утврдила „неутемељене кулоарске гласине„и затворена је у марту 1863. године. cловенски „одбрамбени играч„ како су читаоци листа називали„Исток и Запад “ је наставио са излажењем, упркос конкуренцији на велику радост читалаца како извјештава Абел Лукшић новинар, уредник и издавач Словенског листа“.

## Гашење листа
Покретањем листа „Српски дневник“ 1860. године, Александар Сандић се истовремено прихватио да буде редован дописник из Беча . У то вријеме појављује се одређен број публициста који су се залагали да се у јавном мњењу потпомогне струја која енергичније брани њемачке аспирације у cловенским земаљама, са посебним акцентом на Руску империју и Балкан, што је било у супротности са уређивачком политиком „Истока и Запада“. Александар Сандић гаси лист и затвара новинско издавачку дјелатност у Бечу.у децембру 1865. године.

## Историја свијета
С правом се може рећи да у Бечу није било сегмента културног дјеловања без Грчког кварта (Беч, и “Словенскиx беседа“ код Златног анђела гдје се налазила редакција филозофа A. Сандића.
По савјету Платона Атанацковића, и Вук Стефановић Караџић по препоруци Др. Франца Миклошича, уз свесрдну сарадњу Др. Михаила Рајевског, у Бечу и Петербургу Александар Сандић, наредне четири године
пише први уџбеник историје на српском језику .

## Савремено доба
Лист и „Исток и Запад“ остао је у архивама културног наслеђа Европе, као основа за изучавање, непознаница историјских дешавања у cловенским земљама, посебно Источне Европе и Балкана, као референтни систем вриједности, младих научника који су дали тон цијелом времену у коме су живјели и стварали..